# جاك سكوت (موسيقي)
جاك سكوت (بالإنجليزية: Jack Scott)‏ هو موسيقي ومغني ومغن مؤلف أمريكي، ولد في 24 يناير 1936 في وندسور في كندا. أدخل في قاعة مشاهير الأغاني الكندية في عام 2011.

## السيرة
قضى ولد جيوفاني دومينيكو سكافوني الابن في مدينة ويندسور في أونتاريو، وانتقل مع عائلته عبر النهر إلى ديترويت عندما كان العاشرة، حيث سكنوا في ضاحية هازل بارك في ديترويت. نشأ وهو يستمع إلى موسيقى الهيلبلي وتعلم العزف على الإيتار على يد والدته. بدأ الغناء باسم «جاك سكوت» وهو في سن المراهقة، وأسس فرقة لفترة من الوقت. وقع مع شركة أيه بي سي باراماونت للتسجيل كفنان منفرد في عام 1957.
سجل سكوت مع الشركة بضع أغاني نجحت على مستوى محلي، ثم انتقل إلى علامة كارلتون للتسجيل وحقق نجاحًا وطنيًا في عام 1958 بأغنية My True Love التي وصلت للمركز الثالث على قائمة بيلبورد للأغاني والمركز التاسع في المملكة المتحدة. بيع من الأغنية أكثر من مليون نسخة، وحصل سكوت على تصنيف الذهب. في العام التالي، حقق النجاح بأغنيته Goodbye Baby التي وصلت للمركز الثامن علة قائمة بيلبورد.
انتقل سكوت إلى علامة توب رانك ريكوردز في بداية عام 1960. سجل على العلامة أغنيتين وصلتا إلى العشر الأوائل في تلك السنة، وهما What in the World's Come Over You التي وصلت للمركز الخامس في أمريكا والحادي عاشر في بريطانيا، وحاز منها تصنيف الذهب للمرة الثانية؛ وأغنية Burning Bridges التي وصلت للمركز الخامس. واصل سكوت التسجيل والأداء خلال الستينيات والسبعينيات، على أن نجاحه على القوائم ظل يتراجع. وصلت أغنيته "You Just Gettin 'Better" إلى المركز 92 على قائمة أغاني الكانتري في عام 1974.
في عام 2007، تم التصويت له لإدخاله في قاعة مشاهير الروك آند رول في ميشيغان. وفي عام 2011، تم إدخاله في قاعة مشاهير الأغاني في كنديا. تم ترشيح سكوت مؤخرًا لقاعة مشاهير هيت باريد. ما زال يغني اليوم ويقيم في إحدى ضواحي ديترويت.

## وصلات خارجية
- الموقع الرسمي
- جاك سكوت على موقع IMDb (الإنجليزية)
- جاك سكوت على موقع ميوزك برينز (الإنجليزية)
- جاك سكوت على موقع أول ميوزيك (الإنجليزية)
- جاك سكوت على موقع أول ميوزيك (الإنجليزية)
- جاك سكوت على موقع ديسكوغز (الإنجليزية)